# موتور عشایری
موتور عشایری یک منطقهٔ مسکونی در ایران است که در دهستان ارزوئیه واقع شده‌است. موتور عشایری ۶۱ نفر جمعیت دارد.